# La Rue, Ohio
La Rue, även skrivet LaRue, är en ort i Marion County i delstaten Ohio, USA.